# Camponotus obscuripes
Camponotus obscuripes är en myrart som beskrevs av Mayr 1879. Camponotus obscuripes ingår i släktet hästmyror, och familjen myror. Inga underarter finns listade.

## Bildgalleri

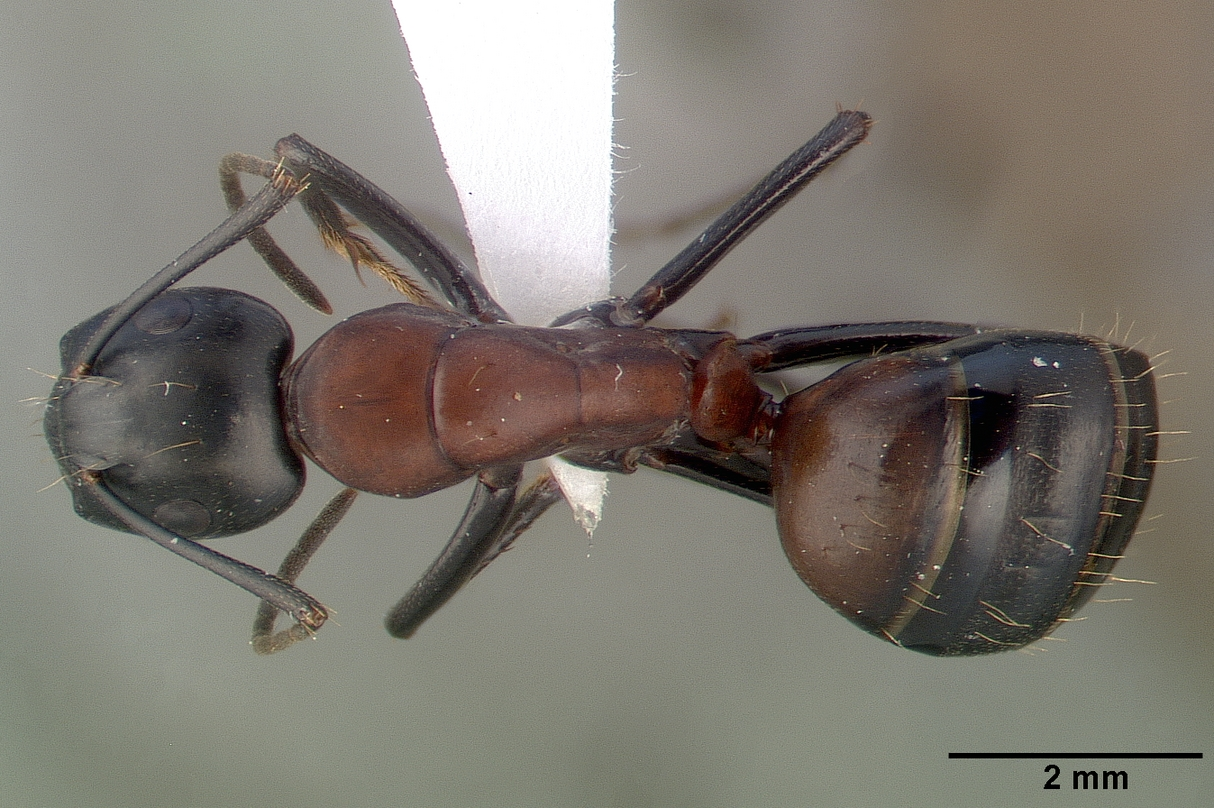
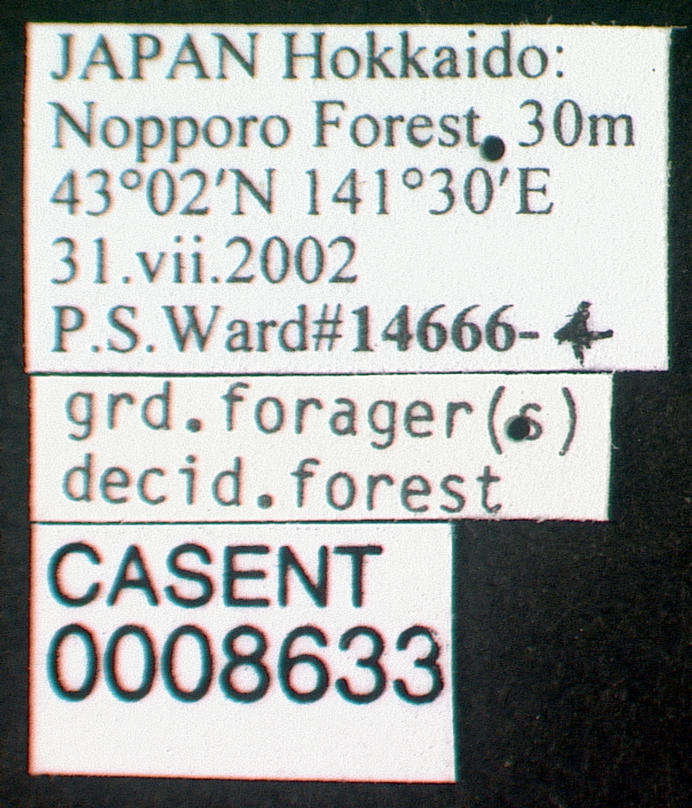
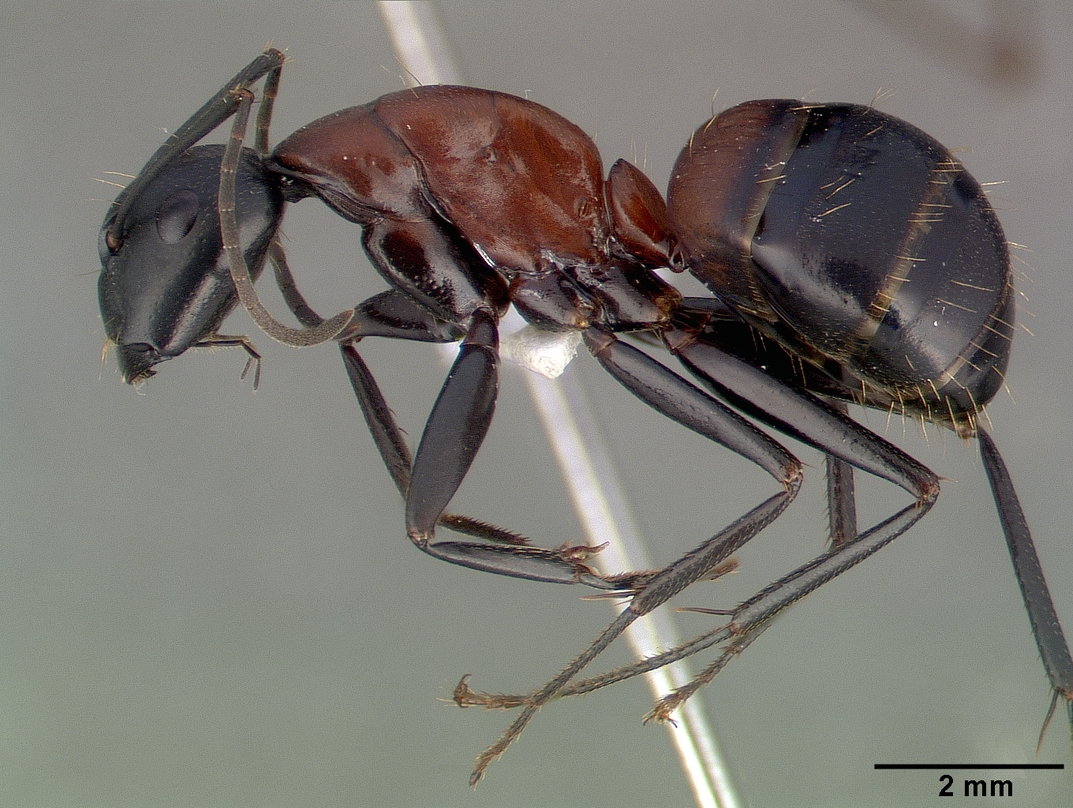
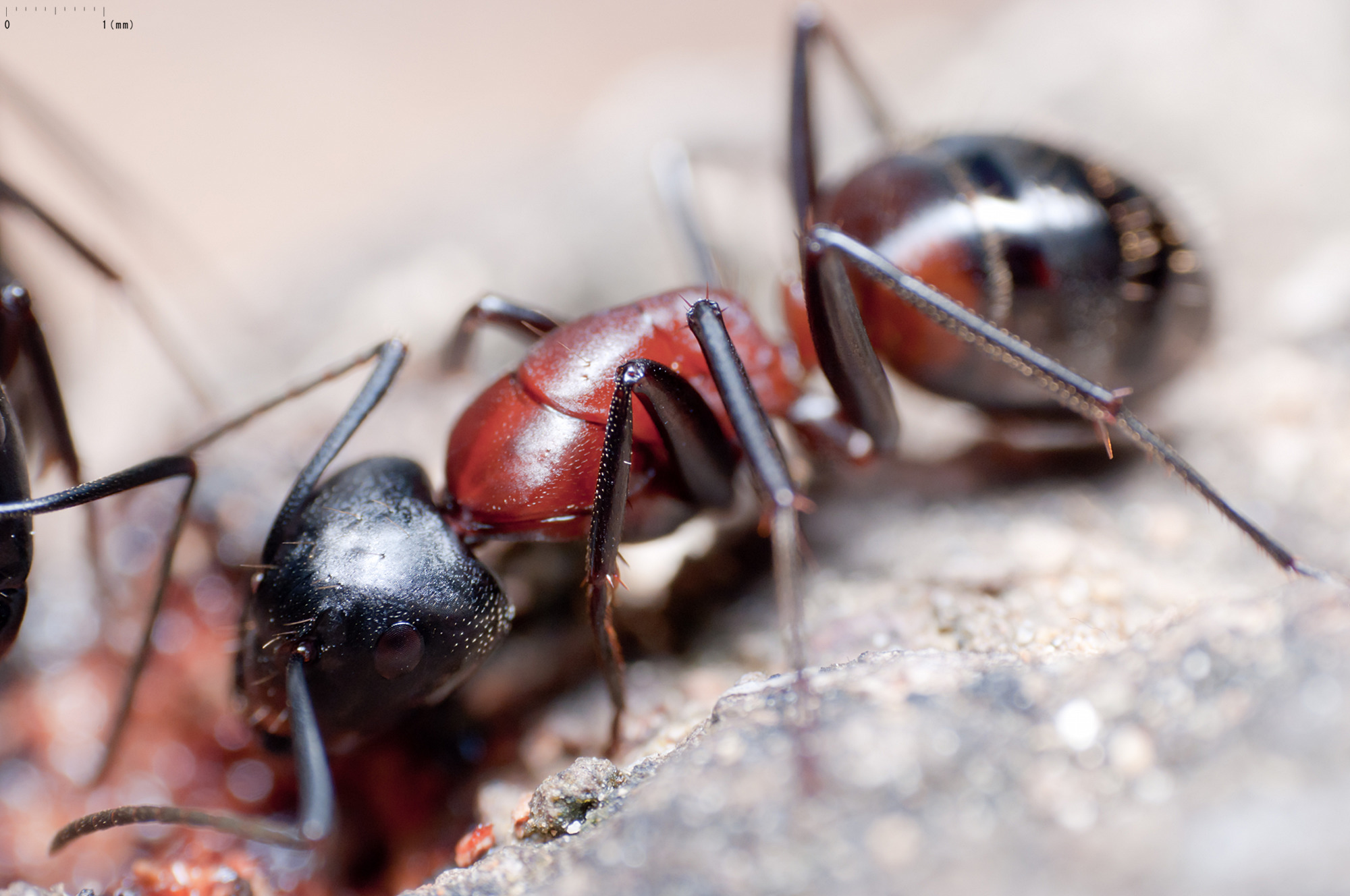
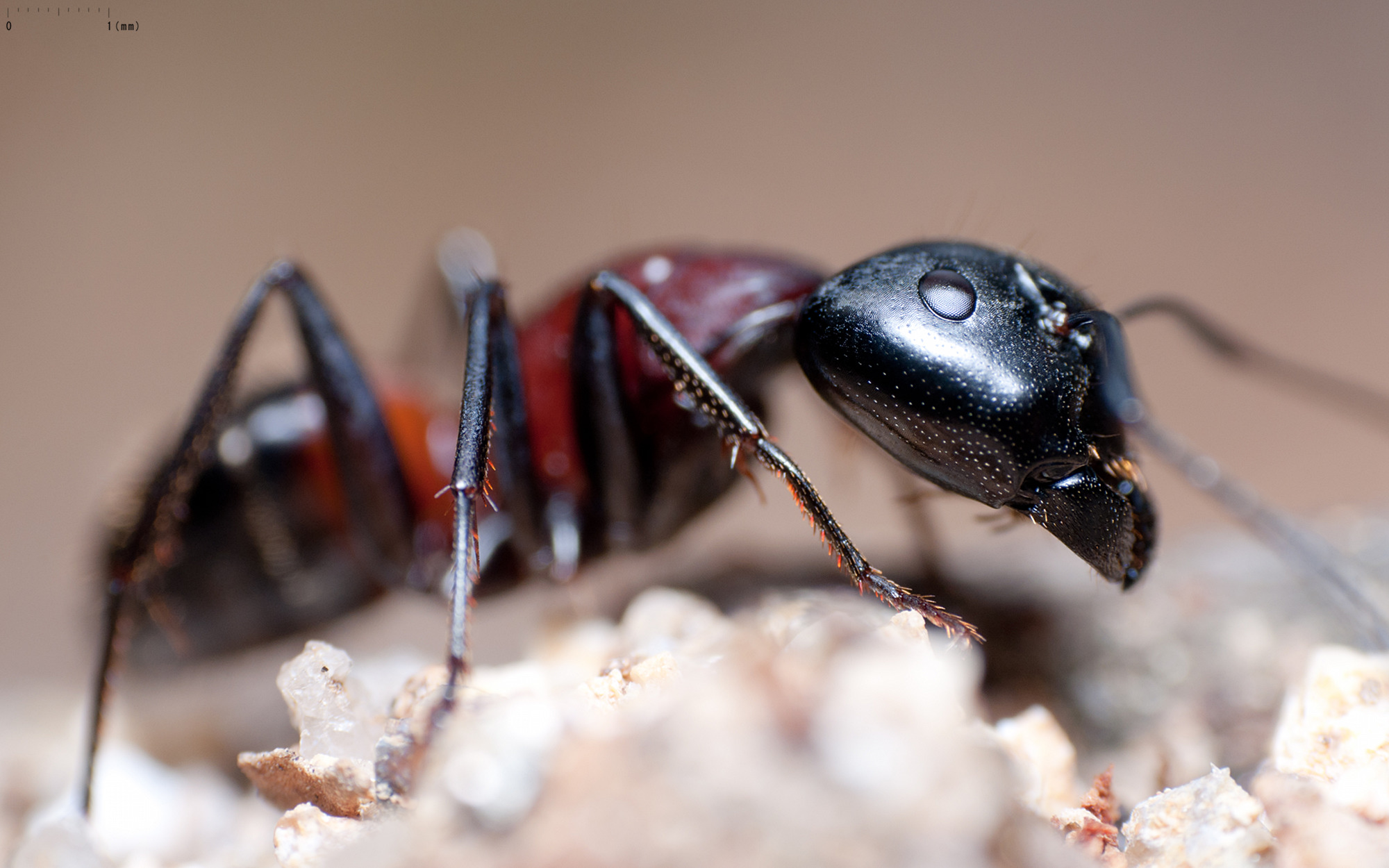
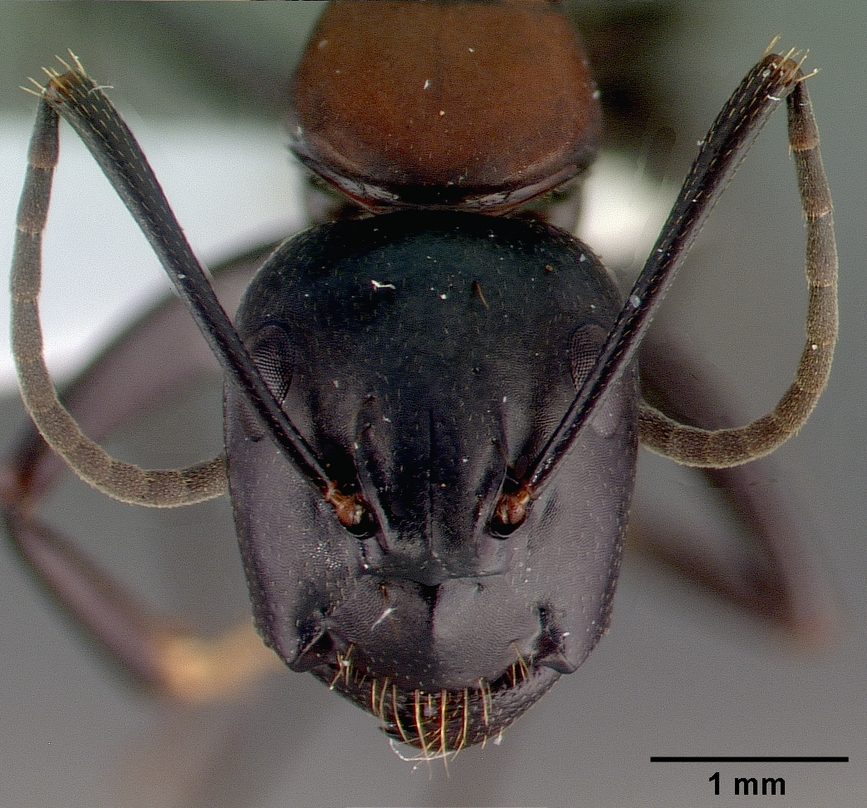